# Trichocereeae
Trichocereeae és una tribu sud-americana que pertany a la subfamília Cactoideae de les cactàcies. N'hi ha 25 gèneres reconeguts en aquesta tribu.

## Descripció
Les plantes de la tribu Trichocereeae són arbres, de vegades coberts de branques i arbustos. La tija no està en general segmentada, globular o columnar. Les flors són generalment bastant grans en comparació amb la planta, neixen en les parts laterals de la planta i poden ser diürnes o nocturnes, depenent de l'espècie. La fruita, en general són baies carnoses.

## Distribució
Les plantes d'aquesta tribu s'originen principalment en subregions de l'equador d'Amèrica del Sud. Algunes espècies també es troben en les Illes Galápagos.

## Gèneres
- Acanthocalycium
- Arthrocereus
- Brachycereus
- Cleistocactus
- Denmoza
- Discocactus
- Echinopsis
- Espostoa
- Espostoopsis
- Facheiroa
- Gymnocalycium
- Haageocereus
- Harrisia
- Leocereus
- Matucana
- Mila
- Oreocereus
- Oroya
- Pygmaeocereus
- Rauhocereus
- Rebutia
- Samaipaticereus
- Weberbauerocereus
- Yungasocereus

## Híbrids
- Haagespostoa [= Haageocereus × Espostoa]